# Universiteitskrant
De Universiteitskrant (vaak afgekort als UK of UKrant) is een onafhankelijke digitale krant voor studenten en medewerkers van de Rijksuniversiteit Groningen. De UK is gevestigd aan de Oude Kijk in 't Jatstraat 28 in Groningen. De huidige hoofdredacteur is Rob Siebelink.

## 1971-2012: krant
Vanaf 1971 verscheen de universiteitskrant wekelijks op donderdag als gratis krant. De UK werd toegezonden aan de leden van de academische gemeenschap (studenten, wetenschappelijk, technisch en administratief personeel) en verspreid in alle gebouwen van de Rijksuniversiteit Groningen en later ook op allerlei plaatsen in de stad Groningen.
De UK bevat relevant nieuws voor studenten, in de breedste zin van het woord. Daarnaast bevat de krant columns, opinie, advertenties en een agenda van de universiteit met onder anderen promoties en oraties. Een deel van de krant verschijnt in het Engels. Een bekend onderdeel was feuilleton Mussengang, dat in de jaren tachtig en negentig verscheen, waarmee op vriendelijke wijze allerlei organisaties en ontwikkelingen in het Groningse studentenleven op de hak genomen werden.

## 2013-heden: digitaal
In 2012 werd bekend dat de UK niet meer als gedrukt medium zou verschijnen. en op 13 januari 2013 verscheen de UK voor het laatst als regulier gedrukte krant. Sindsdien was de UK een digitaal magazine en verscheen er nog drie keer per jaar een papieren uitgave. Anno 2015 is de website omgezet naar een digitale krant die elke woensdag verschijnt. Op de website verschijnt dagelijks nieuws op gebied van wetenschap, onderwijs, sport, cultuur, de universiteit en het studentenleven.

## Bekende (oud-)medewerkers
- Christien Boomsma, schrijfster, winnares Paul Harland Prijs 2006
- Ana van Es, journaliste voor de Volkskrant
- Pim Fortuyn, socioloog en politicus
- Petra Else Jekel, dichteres
- Harry Perton, historicus
- Greta Riemersma, journalist van o.a. de Volkskrant
- Kees Willemen, tekenaar